# Linia kolejowa Chomutov – Vejprty
Linia kolejowa Chomutov – Vejprty (Linia kolejowa nr 137 (Czechy)) – jednotorowa, regionalna i niezelektryfikowana linia kolejowa w Czechach. Łączy Chomutov i Vejprty. Przebiega w całości przez terytorium kraju usteckiego.